# Kerstin Moring
Kerstin Pietzsch z d. Moring (ur. 26 września 1963 w Hasselfelde) – niemiecka biathlonistka oraz biegaczka narciarska reprezentująca również NRD, brązowa medalistka mistrzostw świata.

## Kariera
Karierę zaczęła jako biegaczka narciarska. Na mistrzostwach świata juniorów w Murau w 1982 roku zdobyła brązowy medal w sztafecie, a w biegu na 5 km była siódma. W Pucharze Świata w biegach narciarskich zadebiutowała w sezonie 1982/1983, jednak pierwsze punkty zdobyła 15 stycznia 1988 roku w Toblach, gdzie zajęła 14. miejsce w biegu na 20 km techniką dowolną. Nigdy nie stanęła na podium zawodów tego cyklu, najwyższe miejsce zajęła 17 marca 1988 roku w Oslo, gdzie była piąta na dystansie 30 km stylem klasycznym. Najlepsze wyniki osiągnęła w sezonie 1987/1988, kiedy zajęła 25. miejsce w klasyfikacji generalnej. W tym samym sezonie wystartowała na igrzyskach olimpijskich w Calgary, gdzie była między innymi piąta w sztafecie i siódma w biegu na 20 km stylem dowolnym.
Od 1989 roku startowała w biathlonie. W Pucharze Świata zadebiutowała 16 grudnia 1989 roku w Obertilliach, zajmując 21. miejsce. Tym samym już w debiucie zdobyła pierwsze punkty. Jedyny raz na podium indywidualnych zawodów pucharowych stanęła 15 grudnia 1991 roku w Les Saisies, kończąc rywalizację w sprincie na trzeciej pozycji. W zawodach tych wyprzedziły ją tylko jej rodaczka Uschi Disl i Jelena Mielnikowa z ZSRR. Najlepsze wyniki osiągnęła w sezonie 1990/1991, kiedy zajęła jedenaste miejsce w klasyfikacji generalnej.
Na mistrzostwach świata w Lahti w 1991 roku wspólnie z Uschi Disl i Antje Misersky zdobyła brązowy medal w sztafecie. Na tej samej imprezie była też czwarta w biegu drużynowym i szósta w sprincie. Był to jej jedyny start na imprezie tego cyklu. Nigdy nie wystąpiła w biathlonie na igrzyskach olimpijskich.
Jej ojciec – Werner Moring reprezentował NRD w biegach narciarskich. Jej mężem został niemiecki saneczkarz Jochen Pietzsch.

## Osiągnięcia w biathlonie

### Mistrzostwa świata
| Rok  | Miejscowość | Konkurencje | Konkurencje | Konkurencje | Konkurencje | Konkurencje | Konkurencje | Konkurencje |
| Rok  | Miejscowość | IN          | SP          | PU          | MS          | RL          | MR          | SR          |
| ---- | ----------- | ----------- | ----------- | ----------- | ----------- | ----------- | ----------- | ----------- |
| 1991 | Lahti       | –           | 6.          | nd.         | nd.         | 3.          | nd.         | –           |

### Puchar Świata

#### Miejsca w klasyfikacji generalnej
| Sezon     | Miejsce |
| --------- | ------- |
| 1989/1990 | 38.     |
| 1990/1991 | 11.     |
| 1991/1992 | 74.     |

#### Miejsca na podium chronologicznie
| Lp. | Dzień      | Rok  | Miejscowość | Konkurencja      | Lokata | Pudła | Czas biegu | Strata | Zwycięzca  |
| --- | ---------- | ---- | ----------- | ---------------- | ------ | ----- | ---------- | ------ | ---------- |
| 1.  | 15 grudnia | 1990 | Les Saisies | Sprint na 7,5 km | 3.     | 0+2   | 27:25,0    | +20,6  | Uschi Disl |

## Osiągnięcia w biegach narciarskich

### Igrzyska olimpijskie
| Miejsce | Dzień     | Rok  | Miejscowość | Konkurencja             | Czas biegu | Strata  | Zwyciężczyni     |
| ------- | --------- | ---- | ----------- | ----------------------- | ---------- | ------- | ---------------- |
| 25.     | 14 lutego | 1988 | Calgary     | 10 km stylem klasycznym | 30:08,3    | +2:04,5 | Vida Vencienė    |
| 19      | 17 lutego | 1988 | Calgary     | 5 km stylem klasycznym  | 15:04,0    | +57,6   | Marjo Matikainen |
| 5.      | 21 lutego | 1988 | Calgary     | Sztafeta 4 × 5 km       | 59:51,1    | +2:28,8 | ZSRR             |
| 7.      | 25 lutego | 1988 | Calgary     | 20 km stylem dowolnym   | 55:33,6    | +2:23,6 | Tamara Tichonowa |

### Mistrzostwa świata juniorów
| Miejsce | Dzień   | Rok  | Miejscowość | Konkurencja            | Wynik   | Strata | Zwyciężczyni   |
| ------- | ------- | ---- | ----------- | ---------------------- | ------- | ------ | -------------- |
| 7.      | ? marca | 1982 | Murau       | 5 km stylem klasycznym | 14:07,4 | +5,5   | Hanne Krogstad |
| 3.      | ? marca | 1982 | Murau       | Sztafeta 3 × 5 km      | 46:25,3 | +41,1  | Norwegia       |

### Puchar Świata

#### Miejsca w klasyfikacji generalnej
- sezon 1987/1988: 25.
- sezon 1988/1989: 37.

#### Miejsca na podium chronologicznie
Moring nigdy nie stanęła na podium indywidualnych zawodów PŚ w biegach narciarskich.